# Vadu Oii, Constanța
Vadu Oii este o localitate componentă a orașului Hârșova din județul Constanța, Dobrogea, România. Se află în partea de nord-vest a județului, în Lunca Dunării, pe malul drept al fluviului.